# Campeonato colombiano 1993
El Campeonato colombiano 1993 (conocido como Copa Mustang 1993 por motivos de patrocinio) fue la cuadragésimo sexta (46a) edición de la Categoría Primera A del fútbol profesional colombiano, siendo el torneo de Primera División en la temporada 1993.

## Sistema de juego
El Torneo Apertura se disputó mediante 14 fechas y el Finalización con 30 jornadas más, todas bajo el sistema de todos contra todos para completar 44 fechas en la primera vuelta. Posteriormente, los ocho mejores equipos clasificaron a los cuadrangulares semifinales. De allí los cuatro mejores clasificaron para disputar el título del año. El primero del cuadrangular final se coronaría campeón y junto al subcampeón clasificarán directamente para la fase de grupos de la Copa Libertadores 1994.
Según la clasificación de cada torneo, los clubes recibían puntajes de bonificación distribuidos así: primer lugar 1 punto, segundo lugar 0,75, tercer lugar 0,50, cuarto lugar 0,25. Estos puntos fueron tomados en cuenta para la definición de las fases semifinal y final del torneo.

## Cobertura por televisión
En ese campeonato se transmitió por la señal de Caracol Televisión las finales del campeonato y el resto de juegos por los canales regionales Teleantioquia y Telepacifico.[cita requerida]

## Equipos participantes

### Relevo anual de clubes
| Ascendidos a la Primera A                     |
| --------------------------------------------- |
| Atlético Huila (Campeón de la Primera B 1992) |

| Descendidos a la Primera B                                                   |
| ---------------------------------------------------------------------------- |
| Real Cartagena (Último en la reclasificación del Campeonato colombiano 1992) |

### Datos de los clubes
- En esta temporada el Once Caldas tuvo que jugar en condición de local en Cartago y Riosucio por las obras del nuevo Estadio Palogrande.

| Equipo                 | Ciudad           | Estadio                        |
| ---------------------- | ---------------- | ------------------------------ |
| América de Cali        | Cali             | Olímpico Pascual Guerrero      |
| Atlético Bucaramanga   | Bucaramanga      | Alfonso López                  |
| Atlético Huila         | Neiva            | Guillermo Plazas Alcid         |
| Atlético Nacional      | Medellín         | Atanasio Girardot              |
| Cúcuta Deportivo       | Cúcuta           | General Santander              |
| Deportes Quindío       | Armenia          | Centenario                     |
| Deportes Tolima        | Ibagué           | Manuel Murillo Toro            |
| Deportivo Cali         | Cali             | Olímpico Pascual Guerrero      |
| Deportivo Pereira      | Pereira          | Hernán Ramírez Villegas        |
| Envigado F. C.         | Envigado         | Polideportivo Sur              |
| Independiente Medellín | Medellín         | Atanasio Girardot              |
| Junior                 | Barranquilla     | Metropolitano Roberto Meléndez |
| Millonarios            | Bogotá           | Nemesio Camacho El Campín      |
| Once Caldas            | Cartago Riosucio | Santa Ana El Vergel            |
| Santa Fe               | Bogotá           | Nemesio Camacho El Campín      |
| Unión Magdalena        | Santa Marta      | Eduardo Santos                 |

### Localización
| Antioquia          | 3 | Atlético Nacional, Envigado F. C. e Independiente Medellín | Nacional Envigado F. C. DIM Millonarios Santa Fe Caldas Pereira Quindío América Cali Bucaramanga Cúcuta Tolima Unión Junior Huila |
| Bogotá, D. C.      | 2 | Millonarios y Santa Fe                                     | Nacional Envigado F. C. DIM Millonarios Santa Fe Caldas Pereira Quindío América Cali Bucaramanga Cúcuta Tolima Unión Junior Huila |
| Valle del Cauca    | 2 | América de Cali y Deportivo Cali                           | Nacional Envigado F. C. DIM Millonarios Santa Fe Caldas Pereira Quindío América Cali Bucaramanga Cúcuta Tolima Unión Junior Huila |
| Atlántico          | 1 | Junior                                                     | Nacional Envigado F. C. DIM Millonarios Santa Fe Caldas Pereira Quindío América Cali Bucaramanga Cúcuta Tolima Unión Junior Huila |
| Caldas             | 1 | Once Caldas                                                | Nacional Envigado F. C. DIM Millonarios Santa Fe Caldas Pereira Quindío América Cali Bucaramanga Cúcuta Tolima Unión Junior Huila |
| Huila              | 1 | Atlético Huila                                             | Nacional Envigado F. C. DIM Millonarios Santa Fe Caldas Pereira Quindío América Cali Bucaramanga Cúcuta Tolima Unión Junior Huila |
| Magdalena          | 1 | Unión Magdalena                                            | Nacional Envigado F. C. DIM Millonarios Santa Fe Caldas Pereira Quindío América Cali Bucaramanga Cúcuta Tolima Unión Junior Huila |
| Norte de Santander | 1 | Cúcuta Deportivo                                           | Nacional Envigado F. C. DIM Millonarios Santa Fe Caldas Pereira Quindío América Cali Bucaramanga Cúcuta Tolima Unión Junior Huila |
| Quindío            | 1 | Deportes Quindío                                           | Nacional Envigado F. C. DIM Millonarios Santa Fe Caldas Pereira Quindío América Cali Bucaramanga Cúcuta Tolima Unión Junior Huila |
| Risaralda          | 1 | Deportivo Pereira                                          | Nacional Envigado F. C. DIM Millonarios Santa Fe Caldas Pereira Quindío América Cali Bucaramanga Cúcuta Tolima Unión Junior Huila |
| Santander          | 1 | Atlético Bucaramanga                                       | Nacional Envigado F. C. DIM Millonarios Santa Fe Caldas Pereira Quindío América Cali Bucaramanga Cúcuta Tolima Unión Junior Huila |
| Tolima             | 1 | Deportes Tolima                                            | Nacional Envigado F. C. DIM Millonarios Santa Fe Caldas Pereira Quindío América Cali Bucaramanga Cúcuta Tolima Unión Junior Huila |

## Reclasificación
En la tabla de reclasificación se resumen todos los partidos jugados por los 16 equipos entre los meses de febrero y noviembre en los torneos Apertura y Finalización.
| Pos | Equipo                 | Pts | PJ | PG | PE | PP | GF | GC | Dif |
| --- | ---------------------- | --- | -- | -- | -- | -- | -- | -- | --- |
| 1.  | Junior                 | 56  | 44 | 23 | 10 | 11 | 83 | 61 | 22  |
| 2.  | Independiente Medellín | 54  | 44 | 21 | 12 | 11 | 97 | 89 | 8   |
| 3.  | Once Caldas            | 49  | 44 | 17 | 15 | 12 | 65 | 55 | 10  |
| 4.  | Deportivo Cali         | 49  | 44 | 16 | 17 | 11 | 61 | 53 | 8   |
| 5.  | Atlético Bucaramanga   | 47  | 44 | 16 | 15 | 13 | 54 | 50 | 4   |
| 6.  | Millonarios            | 47  | 44 | 16 | 15 | 13 | 51 | 47 | 4   |
| 7.  | América de Cali        | 46  | 44 | 15 | 16 | 13 | 67 | 55 | 12  |
| 8.  | Atlético Nacional      | 45  | 44 | 17 | 11 | 16 | 61 | 62 | -1  |
| 9.  | Envigado F. C.         | 45  | 44 | 14 | 17 | 13 | 49 | 47 | 2   |
| 10. | Deportivo Pereira      | 43  | 44 | 14 | 15 | 15 | 49 | 57 | -8  |
| 11. | Atlético Huila         | 42  | 44 | 13 | 16 | 15 | 52 | 57 | -5  |
| 12. | Unión Magdalena        | 39  | 44 | 15 | 9  | 20 | 54 | 64 | -10 |
| 13. | Deportes Quindío       | 37  | 44 | 12 | 13 | 19 | 57 | 58 | -1  |
| 14. | Santa Fe               | 37  | 44 | 11 | 15 | 18 | 64 | 70 | -6  |
| 15. | Cúcuta Deportivo       | 35  | 44 | 12 | 11 | 18 | 50 | 72 | -22 |
| 16. | Deportes Tolima        | 33  | 44 | 10 | 13 | 21 | 44 | 68 | -24 |

 Pts=Puntos; PJ=Partidos jugados; PE=Partidos empatados; P=Partidos perdidos; GF=Goles a favor; GC=Goles en contra; DIF=Diferencia de gol
|  | Clasificado para los cuadrangulares semifinales. |
|  | Eliminado.                                       |
|  | Descendido a la Categoría Primera B.             |

## Cuadrangulares semifinales
La segunda fase del Campeonato colombiano 1993 consiste en los cuadrangulares semifinales. Estos los disputan los ocho mejores equipos de todo el año, distribuidos en dos grupos de cuatro. Los cuatro primeros recibieron puntaje de bonificación previo al inicio de esta etapa. Los dos mejores de cada grupo avanzan al cuadrangular final para definir al campeón y los cupos a la Copa Libertadores.

### Grupo A
| Pos | Equipo            | Bon  | Pts  | PJ | PG | PE | PP | GF | GC | Dif |
| --- | ----------------- | ---- | ---- | -- | -- | -- | -- | -- | -- | --- |
| 1.  | Atlético Nacional | 0,50 | 8.50 | 6  | 3  | 2  | 1  | 11 | 7  | 4   |
| 2.  | Junior            | 1,50 | 8.50 | 6  | 3  | 1  | 2  | 9  | 9  | 0   |
| 3.  | Millonarios       | 0    | 5    | 6  | 2  | 1  | 3  | 9  | 8  | 1   |
| 4.  | Once Caldas       | 1    | 5    | 6  | 1  | 2  | 3  | 4  | 9  | -5  |

 Bon=Puntaje de bonificación; Pts=Puntos; PJ=Partidos jugados; PE=Partidos empatados; P=Partidos perdidos; GF=Goles a favor; GC=Goles en contra; DIF=Diferencia de gol
|  | Clasificado al cuadrangular final. |

### Grupo B
| Pos | Equipo                 | Bon  | Pts   | PJ | PG | PE | PP | GF | GC | Dif |
| --- | ---------------------- | ---- | ----- | -- | -- | -- | -- | -- | -- | --- |
| 1.  | América de Cali        | 0,25 | 10.25 | 6  | 4  | 2  | 0  | 14 | 3  | 11  |
| 2.  | Independiente Medellín | 1    | 8     | 6  | 2  | 3  | 1  | 13 | 10 | 3   |
| 3.  | Atlético Bucaramanga   | 0    | 4     | 6  | 2  | 0  | 4  | 8  | 15 | -7  |
| 4.  | Deportivo Cali         | 0,50 | 3.50  | 6  | 1  | 1  | 4  | 9  | 16 | -7  |

 Bon=Puntaje de bonificación; Pts=Puntos; PJ=Partidos jugados; PE=Partidos empatados; P=Partidos perdidos; GF=Goles a favor; GC=Goles en contra; DIF=Diferencia de gol
|  | Clasificado al cuadrangular final. |

## Cuadrangular final
| Pos | Equipo                 | Pts | PJ | PG | PE | PP | GF | GC | Dif |
| --- | ---------------------- | --- | -- | -- | -- | -- | -- | -- | --- |
| 1.  | Junior                 | 7   | 6  | 3  | 1  | 2  | 14 | 11 | 3   |
| 2.  | Independiente Medellín | 7   | 6  | 3  | 1  | 2  | 10 | 12 | -2  |
| 3.  | Atlético Nacional      | 5   | 6  | 2  | 1  | 3  | 12 | 10 | 2   |
| 4.  | América de Cali        | 5   | 6  | 2  | 1  | 3  | 9  | 12 | -3  |

 Pts=Puntos; PJ=Partidos jugados; G=Partidos ganados; E=Partidos empatados; P=Partidos perdidos; GF=Goles a favor; GC=Goles en contra; DIF=Diferencia de gol
|  | Campeón, clasificado para la Copa Libertadores 1994.    |
|  | Subcampeón, clasificado para la Copa Libertadores 1994. |

|                                            |
| Bandera de Colombia                        |
| Campeón Junior de Barranquilla 3.er título |

## Goleadores
| Jugador                 | Equipo                 | Goles |
| ----------------------- | ---------------------- | ----- |
| Miguel Guerrero         | Junior                 | 34    |
| Miguel Asprilla         | Once Caldas            | 27    |
| John Jairo Tréllez      | Atlético Nacional      | 25    |
| Rubén Darío Hernández   | Independiente Medellín | 21    |
| Albeiro Usuriaga        | América de Cali        | 21    |
| Víctor Hugo Aristizábal | Atlético Nacional      | 20    |

## Clasificación a torneos internacionales
| Clasificado como | Copa Libertadores 1994 | Supercopa Sudamericana 1994 |
| ---------------- | ---------------------- | --------------------------- |
| Colombia 1       | Junior                 | Independiente Medellín      |
| Colombia 2       | Millonarios            |                             |

## Cambios de categoría al final de temporada
| Descendido a la Primera B | Ascendido a la Primera A |
| ------------------------- | ------------------------ |
| Deportes Tolima           | Cortuluá                 |